# Transparență radicală
Transparența radicală este o expresie folosită în domeniile guvernanței, politicii, designului de software și al afacerilor pentru a descrie acțiuni și abordări care măresc radical deschiderea procesului organizațional și al datelor. Utilizarea sa a fost înțeleasă inițial ca o abordare sau un act care utilizează informațiile abundente din rețeaua online pentru a accesa date despre procesele organizaționale sau rezultatele lor care erau anterior confidențiale.

## Istorie și utilizări
Utilizarea modernă a termenului de transparență radicală a coincis cu creșterea utilizării publice a tehnologiilor informației și comunicațiilor, inclusiv a internetului. Kevin Kelly a susținut în 1994 că, „în era rețelelor, deschiderea învinge, controlul central este pierdut”.:p.116 David Brin a scris despre The Transparent Society și și-a reimaginat consecințele pe care transparența radicală le poate avea în societate remixând acțiunea din romanul1984 al lui Orwell. Cu toate acestea, argumentul politic explicit pentru „transparența radicală” a fost formulat pentru prima dată într-un articol din 2001 ar revistei Foreign Affairs despre tehnologia informației și comunicațiilor și ține de creșterea economică în regiunile în curs de dezvoltare. În 2006, Chris Anderson de la Wired a scris pe blog despre trecerea de la secret la transparență pe care o făcuse cultura blogging-ului în comunicarea corporatistă și a subliniat următorul pas ca o trecere la „transparență radicală”, în care „întregul proces de dezvoltare a produsului [este] adus la lumină și deschis pentru pariciparea clienților.” Până în 2008, termenul a fost folosit pentru a descrie platforma WikiLeaks care a contribuit la descentralizarea radicală a puterii, a vocile și a vizibilității cunoștințelor despre guvernare care erau secrete până atunci.:p.58

## Contexte

### Transparență corporativă radicală
Transparența corporativă radicală, din punct de vedere filozofic, ar implica înlăturarea tuturor barierelor din calea accesului public liber și ușor la informații corporatiste, politice și personale (tratând persoanele drept corporații) și dezvoltarea de legi, reguli, conivență socială și procese care facilitează și protejează astfel de informații.
Folosirea acestor metode pentru a „trage corporațiile la răspundere în beneficiul tuturor” a fost documentată în 2003 în cartea lui Tapscott și Ticoll „The Naked Corporation” în 2003. Transparența radicală a fost explicată și de Dan Goleman ca o abordare de management în care (în mod ideal) toate luarea deciziilor este realizată public. Specific acestei abordări este potențialul noilor tehnologii de a dezvălui, de exemplu, impactul ecologic al produselor cumpărate pentru a-i îndruma pe consumatori să ia decizii în cunoștință de cauză, iar companiile să își reformeze practicile de afaceri.
În managementul tradițional al relațiilor publice, controlul pagubelor presupunea suprimarea informațiilor publice. Dar, după cum a observat Clive Thompson în Wired, internetul a contribuit la o forță care aduce transparență: „Iată un paradox interesant: economia reputației creează un stimulent pentru a fi mai deschis, nu mai puțin deschis. Deoarece comentariile de pe internet sunt inevitabile, singura modalitate de a le influența este de a face parte din ele. Transparența, deschiderea, postarea frecventă și deasă de materiale interesante sunt singurele modalități de a acumula linkuri pozitive către tine și, astfel, de a-ți influența direct reputația pe Google. A pune mai multe evaziuni sau puf de PR nu va funcționa, pentru că oamenii fie le vor ignora și nu vor face linkuri către ele - fie, mai rău, le vor destrăma și vor consacra acele critici la loc de cinste pe lista ta de reputație pe Google." Mark Zuckerberg a opinat că „mai multă transparență ar trebui să facă o societate mai tolerantă, în care oamenii să accepte în cele din urmă că toată lumea face uneori lucruri rele sau jenante."

### Transparență radicală în politică
Heemsbergen susține că transparența politică radicală constă în existența unor actori din afara structurilor guvernamentale care folosesc noi forme media pentru a dezvălui publicului secrete în moduri care anterior nu erau disponibile și care creează noi așteptări cu privire la modul în care informațiile ar trebui să fie utilizate pentru a guverna. Un exemplu proeminent al acestor evoluții ale democrației a fost văzut în crearea Hansard-ului, a transcrierilor dezbaterilor parlamentare din sistemul Westminster. Accesul la aceste transcrieri a început pe piața neagră a pamfletarilor care distribuiau ilegal „secretele” a ceea ce s-a spus în parlamentul britanic. Hansardul este acum instituționalizat în multe parlamente, cu înregistrările complete ale discuțiilor din parlament înregistrate și publicate, în timp ce textele propunerilor de legi și legile finale sunt toate, în principiu, documente publice.
De la sfârșitul anilor 1990, multe parlamente naționale au decis să publice toate dezbaterile și legile parlamentare pe internet. Cu toate acestea, textele inițiale ale propunerilor de legi și discuțiile și negocierile cu privire la acestea au loc în general în comisiile parlamentare, care sunt rareori transparente, și în rândul partidelor politice, care sunt foarte rar transparente. În plus, având în vedere complexitatea logică și lingvistică a legilor naționale tipice, participarea publicului poate fi dificilă, în ciuda transparenței radicale la nivel parlamentar formal.
Transparența radicală a fost sugerată pentru a fi folosită și în contextul finanțelor guvernamentale și al economiei publice. În cartea Missed Information, Sarokin și Schulkin duc conceptul și mai departe, pledând pentru hipertransparența luării deciziilor guvernamentale, o situație în care toate înregistrările interne, e-mailurile, procesele-verbale de întâlnire și alte informații interne sunt disponibile în mod proactiv publicului. Hipertransparența inversează modelul actual de acces liber la informații doar la cerere, făcând în schimb toate informațiile disponibile în mod implicit, cu excepția cazului în care ele sunt limitate pentru scurte perioade, de exemplu când vorbim de informațiile personale sau securitatea națională.

### Transparență educațională radicală
O abordare radical transparentă apare și în cadrul educației. Resursele educaționale deschise (RED) sunt documente și suporturi media accesibile gratuit, de obicei licențiate deschise, care sunt utile pentru predare, învățare, educație, evaluare și cercetare. Deși unii oameni consideră că utilizarea unui format deschis este o caracteristică esențială a OER, aceasta nu este o cerință recunoscută universal. În plus, activitățile de cursuri online devin din ce în ce mai accesibile. Un exemplu sunt și cursuri online masive deschise (MOOC).